# Hypsiboas picturatus
Hypsiboas picturatus är en groddjursart som först beskrevs av George Albert Boulenger 1899.  Hypsiboas picturatus ingår i släktet Hypsiboas och familjen lövgrodor. IUCN kategoriserar arten globalt som livskraftig. Inga underarter finns listade i Catalogue of Life.